# 俺たちの勲章
『俺たちの勲章』（おれたちのくんしょう）は、1975年4月2日から1975年9月24日まで、東宝製作により日本テレビ系列で放送された刑事ドラマ。放送時間は毎週水曜日20:00 - 20:55、全19話。

## 内容
主演は当時共に文学座に所属していた松田優作と中村雅俊。横浜にある「相模警察」という架空の組織の本部捜査一係に所属する中野祐二（松田）、五十嵐貴久（中村）という性格の異なる若手刑事コンビの活躍を中心に物語が展開される青春刑事ドラマ。刑事コンビものの先駆け的作品。
「仲間意識」や「チームワーク」を重視した同時期および以後の刑事ドラマ作品とは異なり、主人公コンビが上司や先輩刑事から「厄介者」と侮蔑され、孤立した存在として最終回まで描かれ続けていたことも特徴のひとつで、岡田晋吉が企画の狙いは「刑事ドラマと言いながら実は青春ドラマで、事件を解決する中で大人になっていく若者を描く作品だった」という 。

## キャスト

### 主要人物
中野祐二
演 - 松田優作
25歳。犯罪は容赦なく取り締まるという信念の持ち主。確かな洞察力と強靭な体力を有し（空手三段）、射撃の名手でもあるが、行き過ぎ捜査が多いために警察組織からは疎んじられている。最終回では犯人と銃撃戦になった際、自身がその場にいながら通行人が被弾したことを咎められ、田舎への左遷を命じられるが、自分には刑事しかできないと敢えて受け入れる。使用拳銃はS&W M29 6.5インチ。
五十嵐貴久
演 - 中村雅俊
24歳。愛称「アラシ」。仙台市警から相模警察に転任早々、中野と組まされる事になった。刑事の仕事は犯罪の防止にあると考えており、およそ刑事には向かないヒューマニスト。それが仇となり最終回で警察のおとり捜査を妨害、その責任を取って警察を去る。使用拳銃はコルト・ガバメント45オート。中野とは正反対に、射撃は不得手である。
野上係長
演 - 北村和夫（第1話 - 第17話・最終話）
中野・五十嵐の直属の上司。2人に対しては何かと口うるさい。何かと口実を設けては2人を出張が伴う仕事に回す。
山下刑事
演 - 早川保（第2話・第5話・第6話・第8話・第10話 - 第12話・第15話・第16話・第18話・最終話）
中野・五十嵐と常に対立する先輩刑事。2人と意見が一致することはない。刑事部屋や捜査のシーンに登場することが多いが、唯一第2話ではヘリや拳銃を使い、犯人とハードなアクションを繰り広げた。
宮本コンピューター室長
演 - 柳生博
署内における中野、五十嵐の数少ない理解者。過去の事件データに精通している。
上野原
演 - 山西道広
関西弁が特徴の宮本の部下。柔らかい人当たりで周囲を和ます好漢。なお、演じる山西は次回予告のナレーションも兼務していた。
雪子
演 - 坂口良子（第1話 - 第4話・第6話 - 第8話・第11話 - 第16話・最終話）
捜査一係の事務員。五十嵐に好意を持っている。
大塚香子
演 - 結城美栄子
相模警察本部近くの小料理屋「あすか」の女主人。
健次
演 - 佐藤蛾次郎（第1話 - 第3話・第5話 - 最終話）
「あすか」の従業員。中野に心酔しており、子分的な存在。出前の都合で署内の場面でも登場する。
中野の恋人
演 - 鹿間マリ
中野と港や公園などで戯れる場面のみで毎回数カット登場。劇中で台詞を発したことや物語に深く絡むことはないため、素性および氏名は不明。鹿間マリは、京都出身の日米ハーフのファッションモデルで、松田の「ベタベタしないクールな恋人同士」という希望により、キャスティングされた。芝居は初めて。身長171cm。B82cm、W60cm、H89cm（1975年5月）。

### ゲスト
第1話
- 関根恵子
- 中谷一郎
- 富川澈夫
- 阿藤海
- 清水宏（第18話）
- 沢田情児
- 森正親
- 小松英三郎
- 鹿島信哉（第10話）
- 当田慶子
- 戸塚孝（第9話・最終話）

第2話
- 篠ヒロコ
- 石橋蓮司
- 原田あけみ
- 三戸部スエ
- ウィリー・ドーシー
- 佐田淳
- 香川リサ
- 江篭宣泰
- 大理淳

第3話
- 三条泰子
- 内藤武敏
- 加藤小代子
- 大和田獏
- 中村俊男
- 内藤栄造
- 土田里美

第4話
- 前田吟
- 有吉ひとみ
- 手塚茂夫
- 神田隆
- 津野哲郎
- 重松収（第17話）
- 野瀬哲男（第17話）
- 石川珠実
- 新実
- 灰地順
- 宗近晴見
- 木田三千雄

第5話
- 河原崎次郎
- 田中浩
- 片山由美子
- 清水昭博
- 菅原慎予
- 岩瀬ゆう子
- 泉芙美子
- 山本かほる
- 村上幹雄
- 大矢兼臣
- 鈴木伸郎
- 今井和雄（第12話）
- 加藤茂雄（第16話）
- くぼたぼく

第6話
- 伊藤めぐみ
- 佐々木功
- 田口計
- 仙波和之
- 小坂生男（最終話）
- 重村博子

第7話
- 浅茅陽子
- 石井富子
- 武智豊子
- 大村文武
- 曽我迺家一二三
- 山本清
- 岡本隆
- 門脇三郎
- 勝部義夫（第13話）
- 川口節子
- 記平佳枝（第11話）

第8話
- 水谷豊（第15話）
- 伊藤孝雄
- 今出川西紀
- 斉藤美和
- 江幡高志
- 牧野義介
- 角谷栄次
- 坂本真理
- 披岸喜美子
- 飯倉京

第9話
- 土屋嘉男
- 佐藤英夫
- 桑原嗣雄
- 高城淳一
- 降旗文子
- 玉川長太
- 永野明彦（第17話）
- 荻原紀

第10話
- 三浦真弓
- 平田昭彦
- 千葉裕
- 北城寿太郎
- 飯沼慧
- 田代信子
- 宍倉るみ
- 池田勝
- だるま次郎
- 山田貴光
- 林寛一
- 近野貞子

第11話
- 金沢碧
- 高橋長英
- 川辺久造
- 土方弘
- 住吉正博
- おざわなおへい
- 梶哲也
- 入江正徳
- 熟田一久
- 藤堂陽子

第12話
- 小野進也
- 稲吉靖司
- 市村昌治
- 二見忠雄
- 小高まさる
- 花房徹
- 角友司郎
- 粟津號
- 花原照子
- 天野満里子
- 北川陽一郎

第13話
- 若林豪
- 春川ますみ
- 久富惟晴
- 北原義郎
- 中井啓輔
- 青森伸
- 生田くみ子
- 鈴木麻子
- 春江ふかみ

第14話
- 五十嵐淳子
- 藤原釜足
- 森幹太
- 速水亮
- 江角英明
- 音羽久米子
- 永谷悟一
- 広瀬昌助

第15話
- 青木義朗
- 山添多佳子
- 頭師孝雄

第16話
- 真野響子
- 草野大悟
- 石田信之
- 大森義夫
- 山本勝
- 田中力
- 若原初子
- 奥里美

第17話
- 服部妙子
- 磯村健治
- 原泉
- 黒部進
- 袋正
- 小幡利二

第18話
- 夏純子
- 佐々木勝彦
- 蟹江敬三
- 小原秀明
- 皆川妙子
- 丹古母鬼馬二
- やかた和彦
- 前田哲郎
- 大村千吉
- 谷本一
- 末永明光
- 藤野章
- 佐藤貞昭

最終話
- 片桐夕子
- 吉行和子
- 樋浦勉
- 桜井浩子
- 久保田鉄男
- 三浦こういち

## スタッフ
- 脚本 - 鎌田敏夫、播磨幸治、畑嶺明、上條逸雄、柏原寛司
- 監督 - 沢田幸弘、山本迪夫、降旗康男、出目昌伸、斎藤光正
- 企画 - 岡田晋吉（日本テレビ）、梅浦洋一（東宝）
- プロデューサー - 中村良男（日本テレビ）、山本悦夫（東宝）
- 音楽 - 吉田拓郎
  - 編曲 - チト河内
  - 演奏 - トランザム
- 効果 - 福島効果団
- 現像 - 東洋現像所
- アクション指導 - 林邦史朗
- ロケーション協力 - 旅行読売
- 制作 - 東宝株式会社

## テーマ曲・挿入歌
- メインテーマ - トランザム「俺たちの勲章」
- 挿入歌 - 中村雅俊「いつか街で会ったなら」（第6話から使用）

## 補足
- 同時期に同じく東宝製作・日本テレビ系列で放送されていた『太陽にほえろ!』のスタッフがこのドラマにも多く係わっていた。
- 番組名に「俺たち」を冠し、1975年から1976年にかけて放送されたドラマシリーズの第1作である（番組宣伝資料等では、　『俺たちの旅』では「俺たちシリーズ第二弾！」、『俺たちの朝』では「俺たちシリーズ第三弾！」と銘打たれ、三作ともトランザムが音楽を担当した）。

- 本作の企画段階でのタイトルは「泥まみれの勲章」で、製作発表の第一報においてもこのように報じられていた[3]。そして裏番組が同じ刑事ドラマの『夜明けの刑事』（TBS）で、「中年（「夜明け - 」主演の坂上二郎）VSヤング（松田・中村）の一騎打ち」だとも話題にされていた[3]。
- 1980年秋より、『太陽にほえろ!』で共演していた勝野洋と宮内淳の2人を主演として、『俺たちの勲章II』を放送する企画が進んでいたが、実現する事は無かった[4]。
- 第14話の「雨に消えた…」には、現・中村雅俊夫人の五十嵐淳子がゲスト出演しており、本作は2人が出会ったドラマとして話題になることがある。
- 吉田拓郎が音楽を手がけたのは、本作が中村主演の『われら青春!』と同じプロデューサーで気心が知れていたため、中村が大ファンだった拓郎に音楽を頼めないかと、プロデューサーに依頼したことによるもの[5]。
- 2クール・半年間の番組だったが、放送期間中にプロ野球中継（巨人戦）が都合8回放送されたため[注 4]、当初は26本製作・放送される予定[6]が、実際には19本製作（本放送上は18本）となった。

## 放送日程
| 話数   | 放送日                 | サブタイトル       | 脚本     | 監督     | 舞台地          |
| ------ | ---------------------- | ------------------ | -------- | -------- | --------------- |
| 第1話  | 1975年4月2日           | 射殺               | 鎌田敏夫 | 沢田幸弘 | 甲府            |
| 第2話  | 1975年4月9日           | 狙撃者を追え!      | 鎌田敏夫 | 沢田幸弘 | 横浜 横須賀     |
| 第3話  | 1975年4月16日          | 愛が哀しい         | 鎌田敏夫 | 山本迪夫 | 伊良湖          |
| 第4話  | 1975年4月23日          | 刑事（デカ）くずれ | 播磨幸治 | 山本迪夫 | 木更津          |
| 第5話  | 1975年4月30日          | 人質               | 桃井章   | 澤田幸弘 | 静岡            |
| 第6話  | 1975年5月7日           | 撃て! アラシ       | 鎌田敏夫 | 澤田幸弘 | 横浜 津久井湖   |
| 第7話  | 1975年5月21日          | 陽のあたる家       | 桃井章   | 山本迪夫 | 横浜            |
| 第8話  | 1975年6月4日           | 愛を撃つ!          | 畑嶺明   | 山本迪夫 | 横浜            |
| 第9話  | 1975年6月11日          | 重い拳銃           | 桃井章   | 降旗康男 | 前橋 草津       |
| 第10話 | 1975年6月18日          | 小鳥の審判         | 上條逸雄 | 降旗康男 | 北軽井沢 横浜   |
| 第11話 | 1975年6月25日          | 鞄を持った女       | 鎌田敏夫 | 出目昌伸 | 横浜 江ノ島     |
| 第12話 | 1975年7月9日           | 海を撃った日       | 鎌田敏夫 | 出目昌伸 | 足尾            |
| 第13話 | 1975年7月23日          | 誘拐               | 柏原寛司 | 斎藤光正 | 松本            |
| 第14話 | 1975年7月30日          | 雨に消えた......   | 畑嶺明   | 斎藤光正 | 霞ヶ浦          |
| 第15話 | 1975年8月6日           | 孤独な殺し屋       | 鎌田敏夫 | 山本迪夫 | 鹿児島 奄美大島 |
| 第16話 | 1975年8月20日          | 儀式の終りに       | 播磨幸治 | 山本迪夫 | 鹿児島          |
| 第17話 | 1975年9月10日          | 子守唄             | 桃井章   | 降旗康男 | 鞆ノ浦          |
| 第18話 | 1975年9月17日 （予定） | 狂乱のロック       | 畑嶺明   | 澤田幸弘 | 横浜 福生       |
| 最終話 | 1975年9月24日          | わかれ             | 鎌田敏夫 | 降旗康男 | 横浜            |